# Aliaxandr Kazubouski
Aliaxandr Aliaxandravich Kazubouski –en bielorruso, Аляксандр Аляксандравіч Казубоўскі– (Pinsk, URSS, 20 de diciembre de 1981) es un deportista bielorruso que compitió en remo.
Ganó una medalla de oro en el Campeonato Mundial de Remo de 2012 y cuatro medallas en el Campeonato Europeo de Remo entre los años 2007 y 2011.
Participó en dos Juegos Olímpicos de Verano, ocupando el séptimo lugar en Londres 2012, en la prueba de cuatro sin timonel.

## Palmarés internacional
| Campeonato Mundial | Campeonato Mundial          | Campeonato Mundial | Campeonato Mundial |
| Año                | Lugar                       | Medalla            | Prueba             |
| ------------------ | --------------------------- | ------------------ | ------------------ |
| 2012               | Plovdiv (Bulgaria)          | Medalla de oro     | Dos con timonel    |
| Campeonato Europeo |                             |                    |                    |
| Año                | Lugar                       | Medalla            | Prueba             |
| 2007               | Poznań (Polonia)            | Medalla de bronce  | Ocho con timonel   |
| 2008               | Maratón (Grecia)            | Medalla de bronce  | Cuatro sin timonel |
| 2010               | Montemor-o-Velho (Portugal) | Medalla de oro     | Dos con timonel    |
| 2011               | Plovdiv (Bulgaria)          | Medalla de plata   | Cuatro sin timonel |